# Artamonowka (obwód orenburski)
Artamonowka (ros. Артамоновка) – wieś (dieriewnia) w Rosji, w obwodzie orenburskim, w rejonie abdulińskim. W 2010 liczyła 55 mieszkańców.